# La Vérité (chanson de Guy Béart)
Pour les articles homonymes, voir La Vérité.
La Vérité est une chanson française écrite, composée et interprétée par Guy Béart en 1967.
Elle obtient un grand succès et est un classique du répertoire de Guy Béart. Elle est présente sur l'album du même nom sorti en 1968.

## Histoire
C'est un article du journal sportif L'Équipe mettant en couverture Jacques Anquetil et parlant pour la première fois de dopage dans le cyclisme qui inspire à Guy Béart l'envie de raconter tout d'abord sa vérité sur la misère dans les banlieues ouvrières. La première phrase lui vient rapidement (Le premier qui dit la vérité, il sera exécuté) et recentre la chanson sur le principe de vérité.

## Thème
Le thème de la chanson est la marginalisation et l'élimination des porteurs de vérités nouvelles face à l'ordre établi. Elle parle de liberté d'expression et des tabous dans la société.
La tricherie dans le cyclisme est évoquée dans le deuxième couplet : J'affirme que l'on m'a proposé beaucoup d'argent / Pour vendre mes chances / Dans le Tour de France. Guy Béart y évoque également l'assassinat de John F. Kennedy dans le troisième couplet,  et, influencé par les écrits d'Alexandre Soljenitsyne, la dictature soviétique dans le quatrième couplet,. Le sixième couplet fait quant à lui référence à Jésus.

## Succès
La chanson rencontre un grand succès au hit-parade et est reprise par les manifestants lors des événements de mai 68.